# هانك فينكل
هانك فينكل (بالإنجليزية: Hank Finkel)‏ مواليد 20 أبريل 1942 في يونيون سيتي، هو لاعب كرة سلة أمريكي. بدأ مسيرته الاحترافية في سنة 1966. تم اختياره من قبل فريق لوس أنجلوس ليكرز خلال الدرافت. يبلغ طوله 7 قدم 0 بوصة (2.1 م). اعتزل اللعب في 1975. فاز بلقب دوري إن بي إيه.

## المسيرة الاحترافية
لعب مع لوس أنجلوس ليكرز في موسم 1966–1967، ثم لعب مع هيوستن روكتس من سنة 1967 إلى 1969، ثم لعب مع بوسطن سيلتكس من سنة 1969 إلى 1975.

## روابط خارجية
- هانك فينكل على موقع إن بي أي (الإنجليزية)
- هانك فينكل على موقع سبورتس رفرنس (الإنجليزية)
- هانك فينكل على موقع كلية كرة السلة في سبورتس رفرنس.كوم (الإنجليزية)
- هانك فينكل على موقع ريلجم (الإنجليزية)
- هانك فينكل على موقع بروبوليرز (الإنجليزية)